# التونا، مانیتوبا
التونا، مانیتوبا (به انگلیسی: Altona, Manitoba) یک شهرک در کانادا است که در مانیتوبا واقع شده‌است.

## خصوصیات
التونا ۹٫۴۶ کیلومترمربع مساحت و ۴٬۱۲۳ نفر جمعیت دارد و ۲۴۷ متر بالاتر از سطح دریا واقع شده‌است.